# Изас, Алис
Алис Изас (фр. Alice Isaaz; род. 26 июля 1991, Бордо) — французская актриса кино и телевидения.

## Биография
Алис Изас родилась 26 июля 1991 года во французском городе Бордо. В кино Алис попала случайно: на улице в Биаррице, где она проводила отпуск, девушку заметил режиссёр Джонатан Боргел и предложил ей сняться в его короткометражке «Жанна».
В 2015 году за роль в фильме «Секс по предоплате» Алис Изас была номинирована на премию «Люмьер» как самая многообещающая актриса.
В 2015 году на экраны вышла комедия режиссёра Жана-Франсуа Рише «Этот неловкий момент», в которой Алис Изас сыграла одну из главных ролей.
2020 - Наваждение Джули (С Ж Биссет)

## Фильмография
| Год  | Русское название                   | Оригинальное название                 | Роль                   | Примечания       |
| ---- | ---------------------------------- | ------------------------------------- | ---------------------- | ---------------- |
| 2011 | Жозефина: Ангел-хранитель          | Joséphine, ange gardien               | Жульетт Ведон          | сериал           |
| 2012 | Загадочные убийства Агаты Кристи   | Les petits meurtres d’Agatha Christie | Жульетта               | сериал           |
| 2012 | Кёнигсберг                         | Königsberg                            | Шарлотта               | короткометражный |
| 2013 | Золотая клетка                     | La cage dorée                         | Кассиопея              |                  |
| 2014 | Сынок                              | Fiston                                | Эли                    |                  |
| 2014 | Секс по предоплате                 | La crème de la crème                  | Келли                  |                  |
| 2014 | Желтоглазые крокодилы              | Les yeux jaunes des crocodiles        | Гортензия Кортес       |                  |
| 2014 | Наш Фауст                          | Notre Faust                           | Лиге                   | короткометражный |
| 2015 | Этот неловкий момент               | Un moment d'égarement                 | Мари                   |                  |
| 2015 | В мае делай всё, что тебе нравится | En mai, fais ce qu'il te plaît        | Сюзанна                |                  |
| 2015 | Кто платит?                        | Qui de nous deux                      | Алис                   | короткометражный |
| 2016 | Розали Блюм                        | Rosalie Blum                          | Ауде                   |                  |
| 2016 | Она                                | Elle                                  | Жози                   |                  |
| 2017 | Виды под угрозой исчезновения      | Espèces menacées                      | Жозефина               |                  |
| 2018 | Мадемуазель де Жонкьер             | Mademoiselle de Joncquières           | мадемуазель де Жонкьер |                  |
| 2019 | Жизнь на перемотке                 | Play                                  | Эмма                   |                  |
| 2019 | Тайна Анри Пика                    | Le mystère Henri Pick                 | Дафна                  |                  |
| 2023 | Банды Парижа                       | Apaches                               | Билли                  |                  |

## Признание
| Год                    | Категория                    | Фильм                   | Результат |
| ---------------------- | ---------------------------- | ----------------------- | --------- |
| Премия CinEuphoria     |                              |                         |           |
| 2014                   | Лучший актерский состав      | Золотая клетка          | Победа    |
| Кинофестиваль в Кабуре |                              |                         |           |
| 2015                   | Лучшая молодая актриса       | Жёлтые глаза крокодилов | Победа    |
| Премия «Люмьер»        |                              |                         |           |
| 2015                   | Самая многообещающая актриса | Секс по предоплате      | Номинация |